# Diplurodes euzone
Diplurodes euzone là một loài bướm đêm trong họ Geometridae.